# NGC 3776
NGC 3776 est une lointaine galaxie spirale située dans la constellation de la Vierge. NGC 3776 a été découverte par l'astronome américain Ormond Stone en 1880.

## Caractéristiques
Sa vitesse par rapport au fond diffus cosmologique est de 11 711 ± 26 km/s, ce qui correspond à une distance de Hubble de 173 ± 12 Mpc (∼564 millions d'al).